# Ротавирусы
Ротавирусы (лат. Rotavirus) — род вирусов с двунитевой сегментированной РНК, принадлежащий к семейству реовирусов (Reoviridae), возбудители ротавирусной инфекции.
Внешний вид частиц напоминает «колесо с широкой ступицей, короткими спицами и чётко очерченным ободком», из-за чего они и получили своё название (от лат. rota — «колесо»).

## Виды
Известно 9 видов данного рода, обозначаемых латинскими буквами A—J. Человек может инфицироваться видами A, B и C, при этом возбудителем более 90 % ротавирусных инфекций является наиболее часто встречаемый вид — ротавирус A. Виды с A по D могут вызывать болезни у других животных.
К виду Ротавирус A относится несколько серотипов. Как и в случае с вирусом гриппа, здесь применяется двойная классификация по подтипам поверхностных белков: серотипы G определяются вариациями гликопротеина VP7, а серотипы P — протеазочувствительным белком VP4. Поскольку гены, определяющие G- и P-типы, наследуются независимо друг от друга, встречаются различные их комбинации.

## Структура
Геном ротавируса состоит из 11 уникальных двунитевых молекул РНК, состоящих в общей сложности из 18 555 нуклеотидов. Нити нумеруются от 1 до 11 в порядке уменьшения длины, каждая представляет собой один ген. Каждый ген кодирует один белок, за исключением гена 9, кодирующего два белка. РНК окружена трёхслойным белковым капсидом в форме усечённого икосаэдра. Каждый из слоёв сложен отдельным вирусным белком. Внутренний и средний слои перфорированы каналами. Средний слой визуально содержит «спицы колеса» (белок VP6) и является важнейшим компонентом вириона. Размер вируса — 76,5 нм в диаметре, суперкапсида нет.

## Белки
Вирион сформирован шестью структурными вирусными протеинами (VP), которые обозначаются как VP1, VP2, VP3, VP4, VP6 и VP7. Инфицированная вирусом клетка продуцирует также шесть неструктурных белков (NSP), не являющихся частью вирусной частицы. Они обозначаются: NSP1, NSP2, NSP3, NSP4, NSP5 и NSP6.

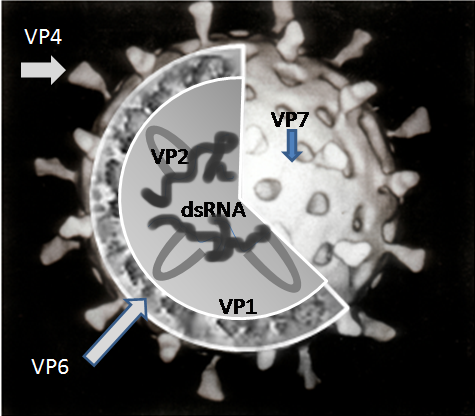
Упрощённая диаграмма расположения структурных белков ротавируса

По крайней мере шесть из двенадцати кодируемых геномом вируса белков связываются с РНК. Роль этих белков в репликации вируса до конца не выяснена; их функции, как считается, относятся к синтезу РНК и его упаковке в вирион, транспортировке мРНК к месту репликации, трансляции мРНК и регуляции экспрессии генов.

### Структурные белки
VP1 располагается в ядре вирусной частицы и представляет собой фермент — РНК-полимеразу. В инфицированной клетке фермент осуществляет синтез мРНК для дальнейшего производства вирусных белков, а также синтез сегментов РНК вирусного генома для новых вирионов.
VP2 формирует ядро вируса и связывает вирусный геном.
VP3 также составляет ядро вириона и является ферментом гуанилил-трансферазой. Данный фермент катализирует образование 5'-кэп во время процессинга пре-мРНК. Кэп стабилизирует вирусную мРНК, защищая её от утилизации нуклеазами.
VP4 расположен на поверхности вириона и выступает с неё в виде шипа. Он связывается с рецепторами на поверхности клеток и управляет внедрением вируса в клетку. Для того, чтобы вирус смог вызывать инфекцию, VP4 должен быть модифицирован находящимся в кишечнике ферментом трипсином в VP5* и VP8*. Именно VP4 определяет вирулентность вируса. VP4 используется для серотипической классификации ротавирусов наряду с VP7.
VP6 формирует толщу капсида. Этот белок крайне антигенен и может использоваться для определения вида ротавируса. Этот белок используется для определения инфекции, вызванной ротавирусом А, в лабораторных тестах.
VP7 — структурный гликопротеин, формирующий наружную поверхность вириона. Он определяет G-тип серологической классификации и вместе с VP4 участвует в формировании иммунитета к инфекции.

### Неструктурные белки
NSP1, продукт гена 5, является неструктурным РНК-связывающим белком. NSP1 также блокирует продукцию интерферона, части врождённой иммунной системы, защищающей клетки от вирусной инфекции. NSP1 вынуждает протеасомы к лизису ключевых сигнальных компонентов, необходимых для стимуляции продукции интерферона в заражённой клетке и для реакции на интерферон, секретируемый соседними клетками. Целями для протеолитической деградации становятся несколько регуляторных факторов интерферона.
NSP2 — РНК-связывающий белок, аккумулируется в цитоплазматических включениях (вироплазмах) и участвует в репликации генома.
NSP3 связывается с вирусной мРНК в заражённых клетках и отвечает за выключение синтеза клеточных белков. NSP3 инактивирует два фактора инициации трансляции, необходимые для синтеза белков из мРНК клетки-хозяина. Во-первых, NSP3 выталкивает поли(а)-связывающий белок (PABP) из фактора инициации трансляции eIF4F. PABP необходим для эффективной трансляции транскриптов с 3'-хвостами, которые обнаруживаются у большинства транскриптов клетки-хозяина. Во-вторых, NSP3 инактивирует eIF2, стимулируя его фосфорилирование. В то же время эффективная трансляция вирусной мРНК не требует двух этих факторов, поскольку эта РНК не содержит 3'-концов.
NSP4 — вирусный энтеротоксин, вызывающий диарею. Является первым обнаруженным вирусным энтеротоксином.
NSP5 кодируется сегментом 11 генома ротавируса А и в инфицированных вирусом клетках накапливается в вироплазмах.
NSP6 является белком, связывающим нуклеиновые кислоты, кодируется геном 11 по внефазовой открытой рамке считывания.
| Сегмент РНК (Ген) | Размер, спаренных оснований | Белок     | Молекулярная масса, kDa | Положение                          | Копий на частицу | Функция                                                               |
| ----------------- | --------------------------- | --------- | ----------------------- | ---------------------------------- | ---------------- | --------------------------------------------------------------------- |
| 1                 | 3302                        | VP1       | 125                     | В вершинах ядра                    | <25              | РНК-зависимая РНК-полимераза                                          |
| 2                 | 2690                        | VP2       | 102                     | Формирует внутреннюю оболочку ядра | 120              | Стимулирует вирусную РНК-репликазу                                    |
| 3                 | 2591                        | VP3       | 88                      | В вершинах ядра                    | <25              | метилтрансфераза, мРНК-кэпирующий фермент                             |
| 4                 | 2362                        | VP4       | 87                      | Шипы на поверхности капсида        | 120              | Прикрепление к клетке, вирулентность                                  |
| 5                 | 1611                        | NSP1      | 59                      | Неструктурный белок                | 0                | Связывание 5’РНК, блокирование продукции интерферона                  |
| 6                 | 1356                        | VP6       | 45                      | Толща капсида (средний слой)       | 780              | Структурная функция; видоспецифичный антиген                          |
| 7                 | 1104                        | NSP3      | 37                      | Неструктурный белок                | 0                | Усиливает активность вирусной мРНК, выключает синтез клеточных белков |
| 8                 | 1059                        | NSP2      | 35                      | Неструктурный белок                | 0                | НТФаза, участвует в упаковке РНК                                      |
| 9                 | 1062                        | VP71 VP72 | 38 и 34                 | На поверхности                     | 780              | Структурный белок; нейтрализирующий антиген                           |
| 10                | 751                         | NSP4      | 20                      | Неструктурный белок                | 0                | Энтеротоксин                                                          |
| 11                | 667                         | NSP5 NSP6 | 22                      | Неструктурный белок                | 0                | оцРНК- и дцРНК-связывающий модулятор активности NSP2, фосфопротеин    |

Таблица составлена на основе штамма обезьяньего ротавируса SA11. Размеры генов у некоторых других штаммов могут отличаться.

## Репликация

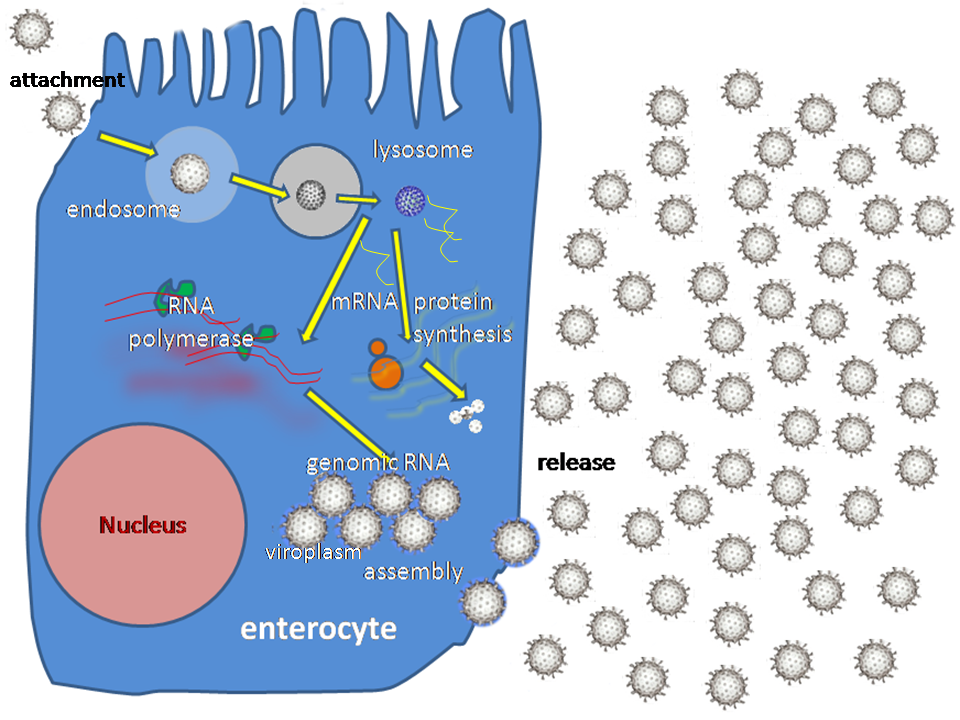
Упрощённое изображение цикла репликации ротавируса

Ротавирусы реплицируются главным образом в кишечнике и заражают энтероциты ворсинок тонкого кишечника, что приводит к структурным и функциональным изменениям эпителия. Тройная белковая оболочка делает их устойчивыми к кислой среде желудка и пищеварительным ферментам в кишечнике.
Существует два возможных пути проникновения вируса в клетку: прямая пенетрация через клеточную мембрану и эндоцитоз. Предполагается, что трансмембранное проникновение опосредовано гидрофобной областью VP5, являющегося продуктом расщепления VP4. Эта область закрыта у нерасщеплённого VP4, поэтому вирионы с белковыми шипами, не подвергшимися расщеплению, не способны проникнуть в клетку этим способом.
Второй путь проникновения — эндоцитоз. Вирус проникает в клетку путём опосредованного рецепторами эндоцитоза и образует везикулы, известные как эндосомы. Белки в третьем слое (VP7 и шип VP4) нарушают мембрану эндосомы, создав разницу в концентрации кальция. Это вызывает распад VP7-тримеров на одиночные белковые субъединицы, при этом оставшиеся вокруг вирусной двунитевой РНК белки VP2 и VP6 образуют двухслойную частицу (DLP).
Одиннадцать дцРНК-нитей остаются под защитой двух белковых оболочек, где вирусная РНК-зависимая РНК-полимераза создаёт транскрипты мРНК вирусного генома. Оставаясь в ядре вириона, вирусная РНК избегает врождённого иммунного ответа, называемого РНК-интерференцией и вызываемого присутствием двухцепочечной РНК.
Во время инфекции ротавирус производит мРНК для биосинтеза белка и репликации генов. Большинство ротавирусных белков накапливается в вироплазмах, где реплицируется РНК и собираются DLP. Вироплазмы формируются вокруг ядра клетки уже через два часа после начала вирусной инфекции и состоят из вирусных фабрик, создаваемых, как предполагается, двумя вирусными неструктурными белками: NSP5 и NSP2. Ингибирование NSP5 РНК-интерференцией приводит к резкому снижению репликации ротавирусов. DLP мигрируют в эндоплазматический ретикулум, где они получают свой третий, внешний, слой (образованный VP7 и VP4). Потомство вируса высвобождается из клетки путём лизиса.

## Передача

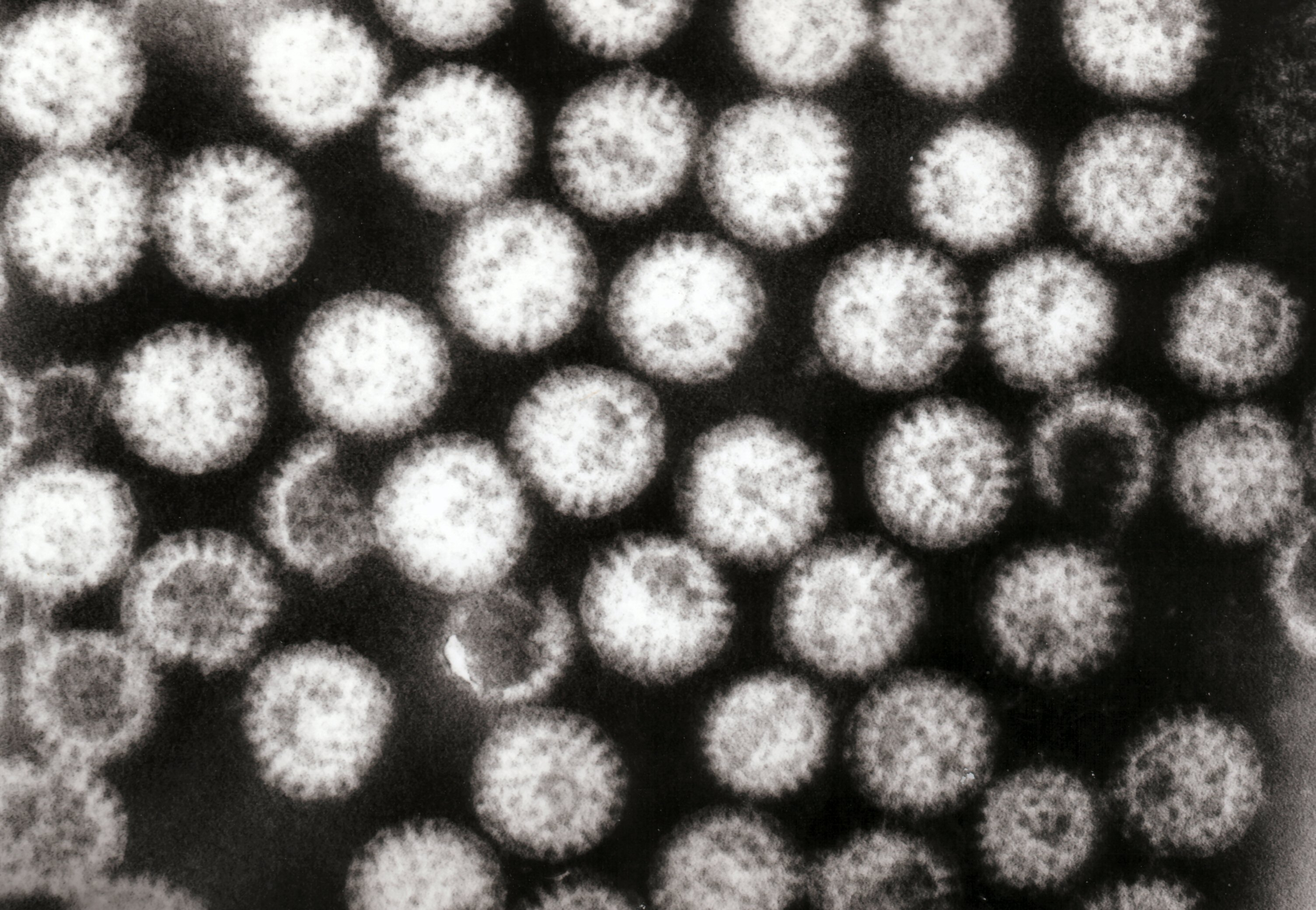
Ротавирусы в фекалиях инфицированного ребёнка

Ротавирусы передаются фекально-оральным путем, при контакте с загрязненными руками, поверхностями и предметами и, возможно, дыхательным путем. Вирусная диарея очень заразна. Фекалии инфицированного человека могут содержать более 10 триллионов инфекционных частиц на грамм; для передачи инфекции другому человеку требуется менее 100 из них.
Ротавирусы стабильны в окружающей среде и были обнаружены в образцах устья реки в количестве до 1-5 инфекционных частиц на галлон США. Вирусы выживают от 9 до 19 дней. Санитарные меры, достаточные для уничтожения бактерий и паразитов, по-видимому, неэффективны в борьбе с ротавирусом, поскольку заболеваемость ротавирусной инфекцией в странах с высокими и низкими стандартами здравоохранения одинакова.

## Признаки и симптомы
Ротавирусный энтерит — это заболевание от легкой до тяжелой степени, характеризующееся тошнотой, рвотой, водянистой диареей и субфебрильной температурой. Как только ребёнок заражается вирусом, проходит инкубационный период продолжительностью около двух дней, прежде чем появляются симптомы. Период болезни острый. Симптомы часто начинаются с рвоты, за которой следует от четырёх до восьми дней обильной диареи. Обезвоживание чаще встречается при ротавирусной инфекции, чем при большинстве случаев, вызванных бактериальными патогенами, и является наиболее частой причиной смерти, связанной с ротавирусной инфекцией.
Ротавирусные инфекции А могут возникать на протяжении всей жизни: первая обычно вызывает симптомы, но последующие инфекции обычно протекают в легкой или бессимптомной форме, поскольку иммунная система обеспечивает некоторую защиту. Следовательно, частота симптоматических инфекций наиболее высока у детей в возрасте до двух лет и постепенно снижается к 45 годам. Наиболее тяжелые симптомы, как правило, возникают у детей в возрасте от шести месяцев до двух лет, пожилых людей и людей с иммунодефицитом. Из-за иммунитета, приобретенного в детстве, большинство взрослых не восприимчивы к ротавирусу; у гастроэнтерита у взрослых обычно есть причина, отличная от ротавирусной, но бессимптомные инфекции у взрослых могут поддерживать передачу инфекции в сообществе. Есть некоторые свидетельства того, что группа крови может влиять на восприимчивость к заражению ротавирусами.

## Механизмы заболевания

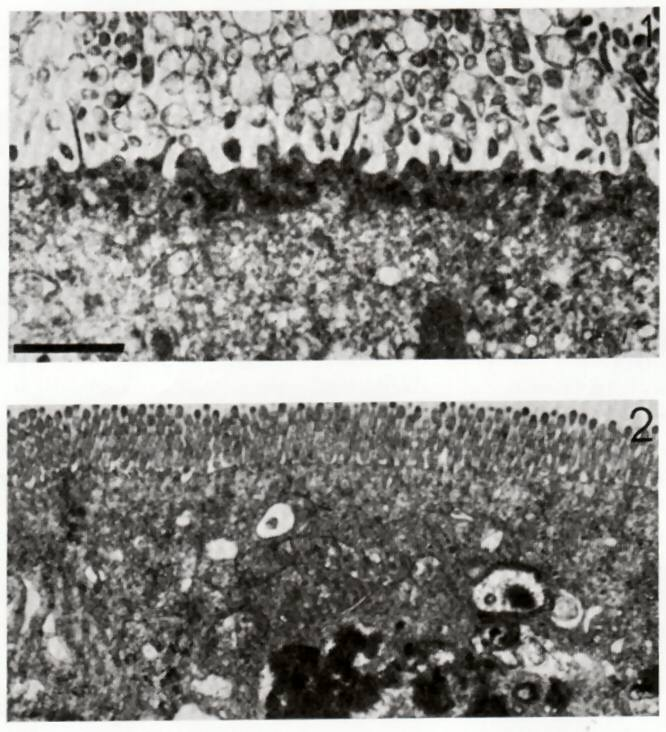
Электронная микрофотография энтероцита, инфицированного ротавирусом (вверху), по сравнению с неинфицированной клеткой (внизу). Полоса = приблизительно 500 нм

Ротавирусы размножаются в основном в кишечнике и поражают энтероциты ворсинок тонкой кишки, что приводит к структурным и функциональным изменениям эпителия. У людей, и особенно на животных моделях, имеются доказательства внекишечного распространения инфекционного вируса в другие органы и макрофаги.
Диарея вызывается множественной активностью вируса. Нарушение всасывания происходит из-за разрушения клеток кишечника, называемых энтероцитами. Токсичный белок ротавируса NSP4 индуцирует возрастную и кальций-зависимую секрецию хлорида, нарушает реабсорбцию воды, опосредованную транспортером SGLT1 (котранспортер натрия / глюкозы 2), по-видимому, снижает активность дисахаридаз мембран щеточной каймы и активирует кальций-зависимые секреторные рефлексы кишечной нервной системы. Повышенная концентрация ионов кальция в цитозоле (которые необходимы для сборки вирусов-потомков) достигается за счет NSP4, действующего как виропорин. Это увеличение ионов кальция приводит к аутофагии (саморазрушению) инфицированных энтероцитов.
NSP4 также секретируется. Эта внеклеточная форма, которая модифицируется ферментами протеазы в кишечнике, представляет собой энтеротоксин, который действует на неинфицированные клетки через рецепторы интегрина, что, в свою очередь, вызывает и увеличивает внутриклеточную концентрацию ионов кальция, секреторную диарею и аутофагию.
Рвота, характерная для ротавирусного энтерита, вызывается вирусом, поражающим энтерохромаффинные клетки на слизистой оболочке пищеварительного тракта. Инфекция стимулирует выработку 5'-гидрокситриптамина (серотонина). Это активирует блуждающие афферентные нервы, которые, в свою очередь, активируют клетки ствола головного мозга, которые контролируют рвотный рефлекс.
Здоровые энтероциты выделяют лактазу в тонкий кишечник; непереносимость молока из-за дефицита лактазы является симптомом ротавирусной инфекции, которая может сохраняться неделями. Повторение легкой диареи часто следует за повторным введением молока в рацион ребёнка из-за бактериальной ферментации дисахарида лактозы в кишечнике.

## Иммунные реакции

### Конкретные ответы
Ротавирусы вызывают как В-, так и Т-клеточный иммунный ответ. Антитела к белкам ротавируса VP4 и VP7 нейтрализуют вирусную инфекционность in vitro и in vivo. Вырабатываются специфические антитела классов IgM, IgA и IgG, которые, как было показано, защищают от ротавирусной инфекции путем пассивного переноса антител у других животных. Материнский трансплацентарный IgG может играть определённую роль в защите новорожденных от ротавирусных инфекций, но, с другой стороны, может снизить эффективность вакцины.

### Врожденные реакции
После заражения ротавирусами возникает быстрый врожденный иммунный ответ, включающий интерфероны I и III типов и другие цитокины (в частности, Th1 и Th2), которые ингибируют репликацию вируса и рекрутируют макрофаги и естественные клетки-киллеры в инфицированные ротавирусом клетки. Ротавирусная дцРНК активирует рецепторы распознавания образов, такие как toll-подобные рецепторы, которые стимулируют выработку интерферонов. Ротавирусный белок NSP1 противодействует эффектам интерферонов 1-го типа, подавляя активность регуляторных белков интерферона IRF3, IRF5 и IRF7.

### Маркеры защиты
Уровни IgG и IgA в крови и IgA в кишечнике коррелируют с защитой от инфекции. Было заявлено, что специфичные для ротавируса сывороточные IgG и IgA в высоких титрах (например, > 1: 200) являются защитными, и существует значительная корреляция между титрами IgA и эффективностью ротавирусной вакцины.

## Диагностика и выявление
Диагноз заражения ротавирусом обычно следует за диагнозом гастроэнтерита как причины тяжелой диареи. Большинство детей, поступивших в больницу с гастроэнтеритом, проходят тестирование на ротавирус А. Специфический диагноз заражения ротавирусом А ставится путем обнаружения вируса в кале ребёнка методом иммуноферментного анализа. На рынке имеется несколько лицензированных тест-наборов, которые являются чувствительными, специфичными и обнаруживают все серотипы ротавируса A. Другие методы, такие как электронная микроскопия и ПЦР (полимеразная цепная реакция), используются в исследовательских лабораториях. Полимеразная цепная реакция с обратной транскрипцией (ОТ-ПЦР) позволяет обнаруживать и идентифицировать все виды и серотипы ротавирусов человека.

## Лечение и прогноз
Лечение острой ротавирусной инфекции неспецифично и включает в себя лечение симптомов и, что наиболее важно, лечение обезвоживания. При отсутствии лечения дети могут умереть от возникающего в результате сильного обезвоживания. В зависимости от тяжести диареи лечение состоит из пероральной регидратационной терапии, во время которой ребёнку дают дополнительную воду для питья, содержащую определённое количество соли и сахара. В 2004 году Всемирная организация здравоохранения (ВОЗ) и ЮНИСЕФ рекомендовали использовать раствор для пероральной регидратации с низкой осмолярностью и прием добавок цинка как двустороннее средство лечения острой диареи. Некоторые инфекции достаточно серьёзны, чтобы потребовать госпитализации, при которой вводятся жидкости путем внутривенной терапии или назогастральной интубации, а также контролируется уровень электролитов и сахара в крови ребёнка. Ротавирусные инфекции редко вызывают другие осложнения, и для хорошо обследованного ребёнка прогноз отличный. Было показано, что пробиотики сокращают продолжительность ротавирусной диареи, и согласно Европейскому обществу детской гастроэнтерологии «эффективные вмешательства включают введение специфических пробиотиков, таких как Lactobacillus rhamnosus или Saccharomyces boulardii, диосмектит или рацекадотрил».